# Lanterne des morts de Château-Larcher
La lanterne des morts de Château-Larcher est un monument du début du XIIIe siècle situé sur la commune de Château-Larcher dans la Vienne.

## Description
Le monument, d'une hauteur totale de 8,5 mètres, est construit à l'aide de pierres de taille d'un calcaire commun.
La lanterne est classée par la première liste des Monuments Historiques protégés, en 1840.
La lanterne des morts de Château-Larcher se dresse dans le cimetière. C'est un fût de colonne cylindrique en pierre de taille de calcaire. Elle est haute de 5 m sur une base cubique avec un petit autel. La colonne est couronnée par un lanternon à baies étroites. Les quatre baies sont en plein cintre fortement ébrasées et orientées aux quatre points cardinaux. Le toit est en écailles, surmonté depuis 1840 d'une croix de Malte. La toute petite ouverture dans le cône du toit, juste au-dessus du tore, devait permettre aux fumées de combustion de s'échapper de la lanterne. Une petite ouverture rectangulaire, en bas, permettait la manœuvre du fanal pour l'allumer. 
Les hypothèses les plus diverses ont été émises quant à leur fonction : phare destiné à guider les voyageurs égarés; enseigne indiquant un cimetière, donc un lieu dangereux à éviter; fanal permettant aux morts quittant leurs tombes pour hanter les vivants de retrouver leur cimetière à l'aube...
Toutefois, il est vraisemblable que les lanternes aient été des fanaux funéraires. Dès l'Antiquité, il était de tradition d'entretenir une flamme auprès des tombes. Cette coutume fut reprise par les premiers chrétiens pour qui la mort n'est qu'un passage de la lumière terrestre vers la lumière céleste. Les tombeaux s'ornèrent de bougies. Dans certaines régions, on édifia ces lanternes des morts, bougies de pierre, plus solides, résistantes aux intempéries et visibles de loin, pour protéger la flamme que l'on entretenait à l'intérieur (ajouter lien article wikipédia).